# Alexandra Tsiavou
Alexandra Tsiavou (grekiska: Αλεξάνδρα Τσιάβου), född 26 september 1985 i Ioánnina i Epirus, är en grekisk roddare. Hon tog en bronsmedalj vid olympiska sommarspelen 2012 i London tillsammans med Christina Giazitzidou.
Tsiavou började med rodd 1998 och kom med i det grekiska juniorlandslaget 2001. Hon tog en bronsmedalj i världsmästerskapen i rodd 2006 tillsammans med Chrysi Biskitzi och vid olympiska sommarspelen 2008 i Peking kom de på en sjätte plats. 2009 vann hon VM i Poznań tillsammans med Christina Giazitzidou, de vann brons vid VM i Karapiro året därefter och guld vid VM i Bled 2011. I olympiska sommarspelen 2012 tog de en bronsmedalj i lättvikts-dubbelsculler.